# Selmar Meyrowitz
Selmar Meyrowitz (né Salomon Reinmar Meyrowitz ; Bartenstein, province de Prusse, 18 avril 1875 – Toulouse, 25 mars 1941) est un chef d'orchestre allemand.

## Biographie
Après des études au lycée de Stolp (en Poméranie) Meyrowitz étudie de 1894 à 1896, au Conservatoire de Leipzig,  avec Carl Reinecke et Salomon Jadassohn puis de 1896 à 1898, avec Max Bruch à l'Académie des arts de Berlin. Il est ensuite l'assistant de Felix Mottl, de 1898 à 1901 en tant que répétiteur au théâtre de la cour de Karlsruhe et, de 1901-1902, il suit Mottl au Metropolitan Opera de New York. Il accompagne également du piano, la soprano Jeanne Gadski, et effectue des tournées ensemble à travers les États-Unis.

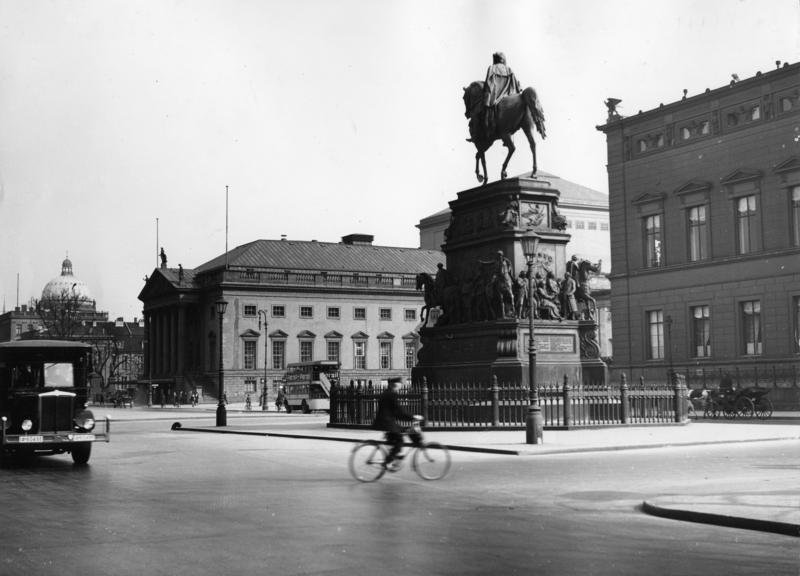
L'opéra de Berlin « Unter den Linden » vers 1920.

Après son retour en Europe, Selmar Meyrowitz, reprend un poste de répétiteur au Théâtre de Prague de 1905 à 1907. Il travaille ensuite comme chef de chœur de 1907 à 1909 au Théâtre de Gdansk, puis de 1909 à 1910 au vieil Opéra comique de Berlin (Friedrichstraße Höhe Weidendammer Brücke), en 1911 et 1912 au Kurfürsten-Oper de Berlin, en 1912 et 1913 au Hoftheater de Munich et de 1913 à 1918 Kapellmeister (chef de chœur) au Hamburgische Staatsoper (à Hambourg), qui est interrompu par sa participation à la première Guerre mondiale. De 1917 à 1922, il dirige des concerts de l'Orchestre philharmonique de Berlin, et entre 1919 et 1924, il travaille principalement à la direction d'orchestre. En 1920 et 1921, il dirige l'orchestre Blüthner. Il effectue des tournées à travers les Pays-Bas, l'Italie et la Suède. De 1924 à 1927, Meyrowitz est, à côté d'Erich Kleiber et George Szell, chef d'orchestre du Staatsoper Unter den Linden de Berlin. Ensuite, il tourne vers la radiodiffusion : de 1928 à 1933, il est souvent le chef d'orchestre invité de la Radio de Berlin et dirige l'Orchestre de la radio de Berlin. De 1929 à 1932, il travaille comme directeur de la nouvelle maison de disques Ultraphon (devenue plus tard Telefunken).
Selmar Meyrowitz a créé un certain nombre d'œuvres : le 23 décembre 1911, au Kurfürsten-Oper de Berlin, la première représentation de l'opéra d'Ermanno Wolf-Ferrari, I gioielli della Madonna (Les Joyaux de la Vierge) ; en mars 1913, à Hambourg, c'est la première représentation de l'opéra Der ferne Klang de Franz Schreker et le 27 janvier 1922, à Berlin, la première de la cantate d'après Eichendorff, Von deutscher Seele de Hans Pfitzner. En tant que directeur de la Staatsoper de Berlin, il doit fuir à Paris en 1933. C'est là qu'en 1935, il enregistre pour Pathé, la première intégrale de la Faust-Symphonie de Liszt (Grand Prix du Disque en 1939). En 1937, il dirige au théâtre de l'Étoile la première mise en scène française de L'Opéra de quat'sous de Bertolt Brecht et Kurt Weill.
Lors de l'occupation de Paris par la Wehrmacht, en mai 1940, Meyrowitz s'enfuit dans le Sud de la France. Il meurt à Toulouse, des suites de privation et de l'exil. La date de décès est controversée, plusieurs sources évoquent le 23, 24 ou 25 mars 1941.
Meyrowitz, était marié avec Marguerite Neumann avec qui il a eu un fils, Peter, né en 1912.

## Appréciation
« Est-il [Meyrowitz], le dernier de ces chefs d'orchestre de l'école de Bayreuth, le cofondateur de la plus récente réforme de la vie musicale allemande de Richard Wagner. Élève et ami personnel de Felix Mottl, il a repris l'héritage du grand maître allemand comme son plus précieux apôtre. […] De plus en plus, il se tourna vers la puissance émergente du micro d'enregistrement pour la radio et le disque. Bientôt, il régnait sur cette nouvelle zone, comme nul autre ; les exigences culturel de la radiodiffusion, il comprit les modifications de l'âge, de disparus de la musique et de répondre aux particularités de la technique de transmission, en particulier le disque. Il a été dans une large mesure, pour le disque allemand, la place que Leopold Stokowski occupait. »

— P. Walter Jacob: Selmar Meyrowitz. Pour le soixantième Anniversaire (1935 ; voir Bibliographie)

## Œuvre

### Discographie
- Pour Ultraphon (1929–1932), surtout avec le Berliner Philharmoniker, de courtes pièces pour orchestre (comme des ouvertures, des mouvements de symphonies) de Beethoven, Grieg, Leoncavallo, Mozart, Rossini, Johann Strauss II, Tchaïkovski et Wagner. En outre Meyrowitz accompagnaient des artistes tels que Irene Eisinger (soprano), Joseph Schmidt (ténor), Michael Bohnen (baryton-basse), Leo Schützendorf (baryton), Hans Reinmar (baryton), Helge Rosvaenge ou Georg Kulenkampff (violon).
- Pour Pathé (1934–circa 1939 ; publié internationalement chez Columbia Records) Œuvres de Berlioz (Symphonie fantastique), Liszt (Faust-Sinfonie, Rhapsodies hongroises), Schubert (Inachevée, Rosamunde), Wagner (Siegfried-Idyll) ainsi que la Danse macabre de Liszt avec le pianiste Edward Kilenyi[4].

Rééditions :
- Legendary Wagner Singers of the 1930s (2CD Teldec Telefunken Legacy, 8573-83022-2) (OCLC 871517646)
- Joseph Schmidt - The Ultraphon Recordings (1929-32, 2CD Teldec Telefunken Legacy, 0927 42665 2) (OCLC 662349058)
- Joseph Schmidt - Arias et mélodies enregistrement 1929-1936 (2CD Naxos 8.111318-19) (OCLC 878078014)
- Franz Liszt, Faust-Symphonie / Franz Schubert, Symphonie no 8 (Pristine Classical)
- Edward Kilenyi - The Pathé Recordings 1937–39 (1937-38, 2CD Apian APR 7037) (OCLC 34325845)

### Textes

#### Traductions
- Karel Sabina (livret) et Bedřich Smetana (musique): Die verkaufte Braut. Opéra comique en trois actes. Traduction en allemand de Selmar Meyrowitz. Pour la radiodiffusion par Cornelis Bronsgeest. Wedekind & Co., Berlin 1926 (Sendespiele, 2. Jg., brochure 35)
- Hector Berlioz, Die Trojaner in Karthago. Opéra en trois actes. Traduction en allemand de Selmar Meyrowitz. Funk-Dienst, Berlin 1928 (Sendespiele; 5. Jg., brochure 3)

#### Essai
- Kunst und Mikrophon. Ein Vortrag. dans Deutsche Freiheit. Einzige unabhängige deutsche Tageszeitung (Sarrebruck), 22 février 1934